# جوزيف أبوت (قسيس)
جوزيف أبوت (بالفرنسية: Joseph Abbott)‏ (و. 1790 – 1862 م) هو قسيس كندي، توفي عن عمر يناهز 72 عاماً.